# Портной, Александр Михайлович
Александр Михайлович Портной (род. 2 августа 1947 года) — советский волейболист, связующий алма-атинского «Буревестника».

## Карьера
Волейболом начал заниматься с 1960 года в Алма-Ате. С 1965 года играл в составе команды «Буревестник» на позициях нападающего и связующего.
В составе молодёжной сборной СССР в 1966 году участвовал в первом молодёжном чемпионате Европы.
В 1969 году — чемпион СССР, за что всем ведущим игрокам команды было присвоено звание мастер спорта СССР международного класса. В 1970—1971 году участвовал в Кубке Европейских чемпионов.
Серебряный призёр Универсиады-70 в Турине.
11 марта 2004 года за большой вклад в развитие и популяризацию волейбола в Казахстане присвоено почетное звание «Заслуженный Мастер Спорта РК».

## Образование
В 1971 году окончил Казахский государственный институт физкультуры, а в 1985 году юридический факультет Казахского государственного университета.

## Трудовая деятельность
С 1977 по 1997 год работал в органах МВД РК и ГСК. Полковник в отставке.

## Участие в ветеранском волейболе
Долгое время продолжал играть в составе сборной команды ветеранов.
В 1990 году в г. Севастополе стал бронзовым призёром 1-го Чемпионата СССР среди ветеранов.
В 2000 году — Чемпион Первенства Мира среди сотрудников правоохранительных органов в г. Майами (США).
В 2001 году — участник Всемирных игр полицейских и пожарных в г. Индианаполис (США); в 2003 году — в Барселоне (Испания).